# Bredklubbspindel
Bredklubbspindel (Agyneta cauta) är en spindelart som först beskrevs av O. Pickard-Cambridge 1902.  Bredklubbspindel ingår i släktet Agyneta och familjen täckvävarspindlar. Arten är reproducerande i Sverige. Inga underarter finns listade.